# Bill Peters
William Robert "Bill" Peters, född 13 januari 1965, är en kanadensisk ishockeytränare och före detta ishockeyforward som tränade senast Calgary Flames i National Hockey League (NHL).
Han som spelare spelade en match som professionell ishockeyspelare och det var för San Antonio Iguanas i Central Hockey League (CHL).
Peters inledde sin tränarkarriär 1996 med att vara talangscout för Spokane Chiefs i Western Hockey League (WHL), han blev dock befordrad till assisterande tränare redan efter att halva säsongen 1996–1997 hade spelats. 2002 utsågs han som tränare för Lethbridge Pronghorns, ishockeylaget för universitetet University of Lethbridge, han var där fram till 2005 när han återvände till att vara tränare för Chiefs. Tre år senare blev han utsedd att träna Rockford Icehogs i American Hockey League (AHL). 2011 skrev han på för Detroit Red Wings i NHL, om att vara assisterande tränare åt Mike Babcock. Den 19 juni 2014 tog han över tränarposten hos Carolina Hurricanes, han lyckades dock aldrig ta dem till Stanley Cup-slutspel. Den 23 april 2018 blev det offentligt att Calgary Flames hade anställt Peters som deras nya tränare.
Han har också varit verksam inom de kanadensiska ishockeylandslagen, där han har var tränare för Kanadas U18-herrlandslag när de deltog i Ivan Hlinkas minnesturnering 2009. På seniornivå har han varit både assisterande tränare (VM 2015 och World Cup 2016) och tränare (VM 2016 och VM 2018) vid internationella turneringar. Peters och Kanada tog guld vid Ivan Hlinkas minnesturnering 2009, VM 2015, VM 2016 och World Cup 2016.

## Statistik

### Spelare
| 1995–1996  | San Antonio Iguanas | CHL        | 1 | 1 | 2 | 3 | 2 | — | — | — | — | — |
| CHL totalt | CHL totalt          | CHL totalt | 1 | 1 | 2 | 3 | 2 | — | — | — | — | — |

### Tränare
| Lag                 | Säsong    | Grundserie | Grundserie | Grundserie | Grundserie        | Grundserie | Grundserie         | Slutspel                   |  |
| Lag                 | Säsong    | Matcher    | Vinster    | Förluster  | Övertidsförluster | Poäng      | Placering          | Resultat                   |  |
| ------------------- | --------- | ---------- | ---------- | ---------- | ----------------- | ---------- | ------------------ | -------------------------- |  |
| Carolina Hurricanes | 2014–2015 | 82         | 30         | 41         | 11                | 71         | 8:a i Metropolitan | Missade slutspel.          |  |
| Carolina Hurricanes | 2015–2016 | 82         | 35         | 31         | 16                | 86         | 6:a i Metropolitan | Missade slutspel.          |  |
| Carolina Hurricanes | 2016–2017 | 82         | 36         | 31         | 15                | 87         | 7:a i Metropolitan | Missade slutspel.          |  |
| Carolina Hurricanes | 2017–2018 | 82         | 36         | 35         | 11                | 83         | 6:a i Metropolitan | Missade slutspel.          |  |
| Calgary Flames      | 2018–2019 | 82         | 50         | 25         | 7                 | 107        | 1:a i Pacific      | Förlorade i första rundan. |  |
| Calgary Flames      | 2018–2019 | 28         | 12         | 12         | 4                 | 28         |                    |                            |  |
| Totalt              | Totalt    | 438        | 199        | 175        | 64                | 462        |                    |                            |  |